# Cannabis y movimiento LGBT

Las culturas del cannabis y LGBT+ comparten un mismo contexto histórico y hasta similares colectivos involucrados. Así, tanto el movimiento por la defensa de los derechos LGBT+, como el que aboga por la legalización del uso del cannabis, se iniciaron en Occidente durante la segunda mitad del siglo XX. Ambas corrientes se levantaron desde los márgenes de la sociedad a ubicarse con total legitimidad en el centro del discurso público. La defensa de ambos derechos se han entrelazado, por diversas razones. Entre otras, se cita el uso de la marihuana medicinal como alivio de algunos síntomas en las personas que viven con VIH. Además, la comunidad LGBT+ lideró en la construcción de espacios de tolerancia social y de aceptación de la diversidad en los estilos de vida, por lo que las culturas LGBT+ y cannábica confluyeron como expresiones de la contracultura.

## Historia

### Como medicina
A principios de la pandemia de VIH en los años 80, no había tratamientos farmacéuticos disponibles para abordar las enfermedades o aliviar sus síntomas. Por eso, muchas personas VIH-positivas, optaron por usar la marihuana medicinal para obtener un alivio que no podían obtener de ninguna otra manera. Sin embargo, en ese momento el cannabis era totalmente ilegal. Debido a que las personas LGBT+ se vieron desproporcionadamente afectadas por la pandemia de VIH, la comunidad LGBT+ tenía una nueva y urgente necesidad de acceso al cannabis. Por esta razón, el activismo por los derechos LGBT+ comenzó a incorporar también el activismo por el acceso legal al cannabis. Este activismo LGBT+ por el cannabis a veces se canalizó a través de clubes y redes sociales con lo que lograron que personas que viven con el VIH pudieran pudieran contactar de un modo seguro a quienes les podían proveer el cannabis que necesitaban. En 1990, un noticiero registró que muchas personas que vivían con VIH usaban el cannabis como un paliativo para el dolor.
El activismo LGBT+ y el activismo en respuesta al VIH aumentó enormemente el apoyo público para el acceso al cannabis.
Personas como Harvey Milk y Dennis Peron fueron figuras políticas LGBT+ con sede en San Francisco que propusieron legislaciones para el cannabis en beneficio de la comunidad LGBT+ y de otros.

### Mercado canábico
Hay evidencia que sugiere que el sector empresarial que invierte en la investigación, producción y venta de cannabis tiene un porcentaje menor de representación de la población LGBT+, que el mercado de consumo de productos de cannabis.
También hay historias de éxito de personas LGBT dentro de la industria del cannabis y organizaciones como Proud Mary y The Full Spectrum.
Analysis recomienda la comercialización de cannabis a las comunidades LGBT+.

## Por región

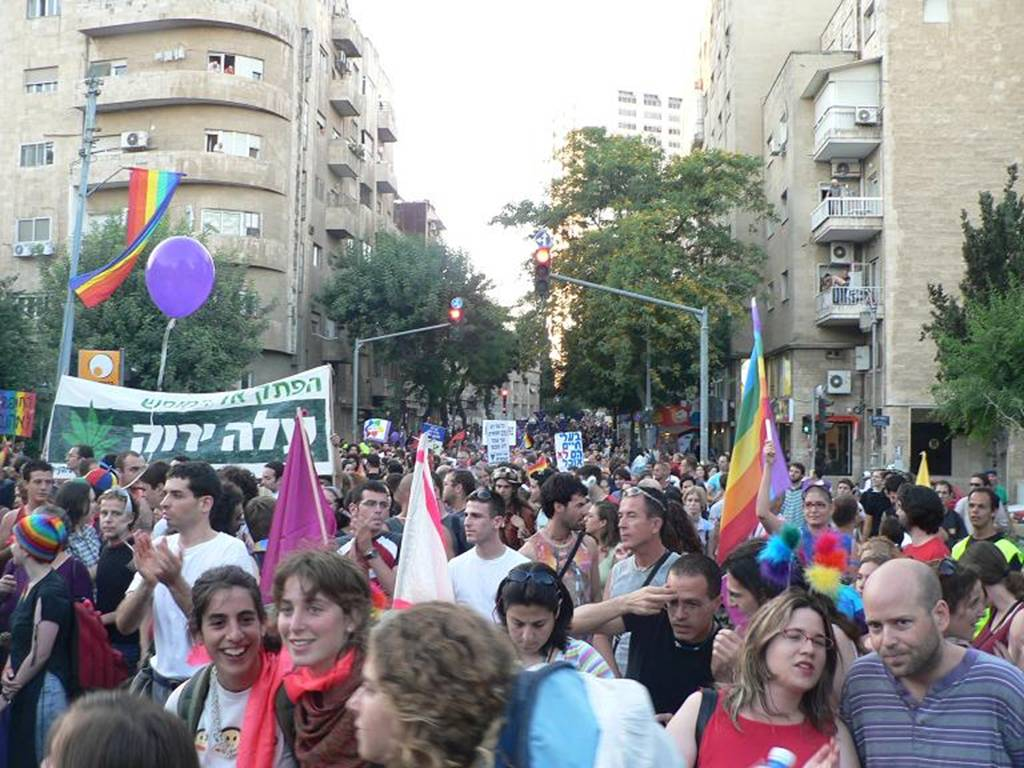
Partido Hoja Verde en la Marcha del Orgullo de Jerusalén en 2005.

Comentaristas políticos de Estados Unidos han comparado el rápido cambio de la opinión pública de los años 2000 a 2010, tanto sobre los derechos  LGBT+ y el matrimonio igualitario, así como los derechos al acceso de la población en general al cannabis legal. Mientras que antes de 2000 ambos asuntos eran una cuestión tabú para las mayorías, en el siglo XXI ha habido una tendencia creciente a la normalización y aceptación social de las personas LGBT+, así como el consumo recreativo y medicinal de cannabis. Diversos medios de comunicación han compararon estas similitudes entre la defensa de los derechos LGBT+ y por un consumo legal del cannabis.
En los años que condujeron a los cambios legislativos, algunas autoridades de renombre evaluaron incorrectamente el apoyo público a las comunidades LGBT+ y cannábica, suponiendo erróneamente que era más bajo de lo que ellos pensaban. Las leyes federales estadounidenses resultaron ir rezagadas frente a las legislaciones estatales más favorables en estas materias.

## Prevalencia
Un estudio realizado entre 2015 y 2017 de la Escuela de Salud Pública Mailman de la Universidad de Columbia encontró que las mujeres bisexuales consumen siete veces más marihuana que las mujeres heterosexuales. La investigación, que analizó datos de 126,463 adultos en EE. UU., reveló que las mujeres de minorías sexuales (lesbianas, bisexuales) que viven en estados con leyes de marihuana medicinal, tienen un uso diario más alto de cannabis que aquellas en estados sin estas leyes. Los resultados también indicaron que las mujeres bisexuales presentan mayores tasas de trastorno por consumo de marihuana y co-ocurrencia de problemas de salud mental.
En el estudio «Pot at the End of the Rainbow: Cannabis Use Among Sexual Minorities» de 2023, se examina la relación entre el consumo de cannabis y la salud mental en minorías sexuales, específicamente personas homosexuales, lesbianas y bisexuales. A través de un análisis de datos recopilados de 4,669 participantes, los autores comparan el consumo de cannabis entre personas heterosexuales, bisexuales y gays. Los hallazgos destacan que las personas bisexuales tienden a consumir cannabis con mayor frecuencia, reportan un uso más diverso de productos (como flores, concentrados y comestibles) y tienen más probabilidades de presentar síntomas graves de Trastorno por uso de cannabis en comparación con las personas heterosexuales. Además, el estudio muestra que las personas bisexuales informan un mayor uso del cannabis para lidiar con problemas de salud mental, como la depresión, ansiedad y tendencias suicidas, lo que sugiere que el cannabis es utilizado como un mecanismo de afrontamiento.